# 三好実休
- 三好 実休
- 三好 實休

三好 実休（みよし じっきゅう）は、戦国時代の武将。三好氏の家臣。

## 生涯
大永7年（1527年）、三好元長の次男として生まれる。千満丸。生年には大永6年（1526年）説もある。兄に三好長慶、弟に安宅冬康、十河一存がいる。
早くに父が戦死したことで、幼少期から政治的に重要な立場となった。署名に長慶と実休の幼名が記されている「三好千熊丸・千満丸寄進状」の日付は天文元年8月9日（1532年9月8日）であり、これは父の死から数えて49日にあたる。
兄・長慶は、京兆家の当主・細川晴元に仕え、阿波国は実休に任せた。実休は、晴元の弟で阿波守護家を継いだ細川氏之（長らく「持隆」という名で知られてきた）に仕えた。これは四国における影響力を保持する狙いがあったと見られる。
天文8年（1539年）には、氏之に付き従い、伊予国における河野氏との合戦に三好勢の責任者として参加した。
天文13年（1544年）、兄に従って京都に入り、天文15年（1546年）までに豊前守を名乗るようになった。細川晴元と対立する細川氏綱、畠山政国、遊佐長教らに対抗するため、天文15年秋に阿波の軍勢を渡海させ、天文16年（1547年）の舎利寺の戦いで大勝した。その後も兄・長慶の勢力拡大に従って伊予・讃岐・和泉など各地に転戦している。また、弟の十河一存が和泉岸和田城主となったため、讃岐も事実上支配下に組み込むなど、三好家の四国方面の政治・軍事を担当した。
天文22年（1553年）6月、十河一存と共に、主・細川氏之を殺害し、その子・細川真之を擁立した。この時、氏之派であった久米義広、佐野丹波らが反抗したが、実休はこれも打ち破り（鑓場の戦い）、阿波細川家の実権を掌握、阿讃衆と呼ばれる国人衆を三好政権の統制下においた。実休は、氏之とその一党を、兄・長慶の政権安定のために排除し、阿波を掌握しようとした。しかし、実休を憎む者、また細川真之に接近する者が少なくなく、その者達との暗闘を実休は強いられ、完全に阿波を掌握することはできなかった。
天文23年（1554年）から天文24年（1555年）の播磨遠征、永禄元年（1558年）の北白川の戦いでは四国勢を率いて参戦した。永禄3年（1560年）、兄・長慶と共に、畠山高政や、その家臣・安見宗房らを破った。同年11月、歴代畠山氏の居城だった高屋城に入り、居城とした。
永禄4年（1561年）閏3月、御相伴衆となった。
同年（永禄4年）4月、弟・十河一存が死去。これを機に、畠山高政と六角義賢が同盟し、三好氏を挟撃するようになる。
永禄5年（1562年）3月5日、久米田の戦いで戦死した。享年36。諡号は「真光院殿義賢実存大居士」。
跡を子の三好長治が継いだ。
実休が討死した際、長慶は飯盛山城で連歌の会の最中であった。実休の訃報を聞いた長慶は動ずることなく、「蘆間に混じる薄一むら」（「薄に交わる蘆間のひとむら」とも）という前句に対して、「古沼の浅き潟より野となりて」と返し、参加者達を感嘆させた。
妙泉寺（和泉市和気町）境内に実休の供養五輪塔がある。見性寺（徳島県）にも供養塔がある。

## 名前

### 改名の履歴
実休は生前に名乗った法名であり、同時代の一次資料に見える俗名の諱は之相、後に之虎である。これは、細川氏之から偏諱を賜ったためである。
天野忠幸の研究によれば、実休は当初は之相と名乗っていたが天文21年（1552年）7月以前に之虎と改名し、更に永禄元年（1558年）6月から8月の間に実休の法号を用いるようになったとされている。
ただし、書籍によっては実休の俗名を義賢や之康としている。

### 三好義賢
『三好記』『阿州足利平島傳来記』『平島殿先祖並細川家三好家覚書』『阿州古戰記』などでは諱をよしかた（義賢、義形）としている。
しかし、福島克彦らの調査によるとこの名は一次資料では確認されておらず、天野は十河存保の別名で自署も残っている「三好義堅」（十河義堅）が後世に混同されたものとしている。また、天野の話によれば室町幕府将軍・足利義輝と対立していた時期の三好氏が、足利氏の通字の「義」の字を名乗るとは考えづらいとも指摘する。
『古城諸将記』では三好豊前守義賢は長慶の子で足利義輝を殺したとし、『三好別記』でも三好義堅は長慶の次男で若江城で自害したとしており、実休の甥（十河存保からは従兄弟）の三好義継との混同がある。

### 三好之康
俗名を「之康」としている場合があるが、これは「康」の字と「虎」の字が、共に崩すと類似することから誤謬を招いた結果とされる。

## 人物
『昔阿波物語』は、実休を「猛将ではあるが文化とは程遠い人物」として描いている。この文献によって、実休は主の細川氏之を殺した陰湿な武将としての印象が世に伝播した。しかし、実際には武野紹鷗に茶道を学び、妙国寺を創建したりと文化への造詣は深く残した功績も大きい。これは父の三好元長が堺の町衆との間に深い人脈を持っていたことが、実休が茶人達と交流する切っ掛けとなった。堺の有名人の内、最も実休と親しくしていたのは津田宗達（津田宗及の父）であり、他には、今井宗久、北向道陳、千利休などとも交流し、彼らを自室に招いている。
実休は自身が帰依した法華宗の日珖に、堺北荘にあった別邸を妙国寺の開山のために寄進している。敷地の広さは東西が300メートル、南北が500メートルである。一方で、長慶ら三好一族は臨済宗大徳寺派の大林宗套や笑嶺宗訢に帰依して、堺南荘に南宗寺を建立しており、これには経済的・文化的双方の側面が影響していると指摘される。実休が出家したのはかつての主君・細川氏之を殺害した直後であり、出家及び日珖への帰依の背景には、氏之を殺したことへの懺悔の心が読み取れるといわれる。ただし、前述の通り、戒名の「実休」を使い出したのは永禄元年からであり、これは氏之の死から5年後である。
実休は兄の長慶ほど和歌・連歌には傾倒しなかったが、その分茶道に強く傾倒した。山上宗二は『山上宗二記』において、「名物を五十種類も所持していた」「実休は武士でありながら数奇者だ」と評した。宗二が数奇者と認め称賛した武士は、実休ただ一人であった。また、実休所持の名物茶器の中でも、三日月の壺は宗二が『山上宗二記』において「天下無双の名物」と称賛したほどのものであった。この壺は他の実休所有の多くの茶器と共に織田信長の手に渡り、本能寺の変で焼失した。
和歌においては、辞世の句がよく知られている（安宅冬康の項目も参照）。なお、実休の死に際して武野紹鷗が惜しみ追悼の小歌を詠ったという逸話があるが、紹鷗は実休の戦死以前に死去しており事実ではない。

## 家族
殺害した旧主君・細川氏之の妻（小少将・佐野山陰著の『阿波志』や『三好記』は岡本牧西の娘と伝える）を強奪したという話が『昔阿波物語』、『三好記』などに描かれている。しかし、小少将にまつわる話の多くは江戸時代以降に成立した軍記物を出典とするところが多く、信憑性を欠く。
子は三好長治、十河存保、安宅家を継承した安宅神五郎の三人がいる。永禄11年（1568年）に催された実休の七回忌について、日珖の日記『己行記』に言及があるが、その記述から、三好長治と十河存保は異母兄弟であることが判明している。

## 家臣
- 三好一族
  - 三好康長（笑岩）
  - 三好盛政 (備中守[39][40][41])
  - 三好盛長
- 篠原氏
  - 篠原長政
  - 篠原長房（岫雲）
  - 篠原実長（自遁）
  - 篠原長秀
  - 篠原盛家
- その他
  - 小笠原成助（卜閑）
  - 新開忠之（道善）
  - 赤沢宗伝
  - 香西元載（宗心）
  - 海部友光（宗寿）
  - 矢野国村（戒厳）
  - 矢野虎村 (伯耆守[40][41])
  - 伊沢長綱
  - 市原長胤
  - 加地盛時
  - 吉成信長